# Alfred Hermann Fried
Alfred Hermann Fried (Vienna, 11 novembre 1864 – Vienna, 5 maggio 1921) è stato un giornalista ed esperantista austriaco, Premio Nobel per la pace nel 1911.

## Biografia
Nacque a Vienna, dove abbandonò presto gli studi per lavorare in una libreria. Si trasferì nel 1887 in Germania, dove visse gran parte della sua vita, per aprire una propria attività a Berlino. Amante della letteratura, si applicò al giornalismo, conoscendo la Baronessa Bertha von Suttner, Premio Nobel per la pace nel 1905 e attiva pacifista, che lo influenzò profondamente. Nel 1894 fondò un mensile, il Monatliche Friedenskorrespondenz, che pose al centro del proprio interesse il movimento pacifista mondiale. La pubblicazione cessò nel 1899, per essere sostituita dal periodico Die Friedenswarte, definito da Norman Angell; "il più efficiente periodico pacifista del mondo".
Nel 1900 Fried apprese la lingua esperanto, di cui condivise subito gli ideali. Collaborò alla rivista esperantista francese L'Espérantiste e nel 1903 scrisse un libro di testo per l'apprendimento dell'esperanto. L'attività di Fried fu prolifica, venendo riconosciuto il suo ruolo nella diffusione della filosofia pacifista nel 1911, con la consegna del Premio Nobel per la pace.
Nel 1914, allo scoppio della prima guerra mondiale, il periodico venne chiuso d'autorità dal governo austriaco; Fried trasferì la redazione in Svizzera. Al termine del conflitto, Fried rientrò in Germania, dove, deluso dal Trattato di pace di Versailles del 1919, si allontanò dai suoi ideali iniziali. A causa del disgregamento dell'Impero austro-ungarico, a seguito del Trattato da lui disconosciuto, perse ogni sua ricchezza, morendo indigente ed abbandonato nella sua città natale.
Massone, fu affiliato il 9 febbraio 1908 alla loggia Socrate di Vienna.

## Opere

### Dizionari e libri di testo in esperanto
- Wörterbuch Esperanto-Deutsch und Deutsch-Esperanto
- Lehrbuch der internationalen Hilfssprache “Esperanto” mit Wörterbuch in Esperanto-Deutsch und Deutsch-Esperanto, Berlin-Schönberg: Esperanto-Verlag, 1903 pr. Pass & Garleb, Berlin 18x12cm II, 120p.[4]
  - 2ª edizione: Stuttgart: Franckhsche Verlagshandlung, 1905 18x12cm 91, 5p.
  - 3ª edizione: Stuttgart: Franckhsche Verlagshandlung, 1905 18x12cm 91p.